# 加藤辰芳
加藤 辰芳（かとう たつよし、1932年12月5日 - ）は、日本のプロゴルファー。

## 来歴
1961年には第2回中日クラウンズで勝俣敏男と並んでの10位タイに入り、九州で戦後初めて開催された日本プロでは初日、生憎の雨でスタートが1時間遅れ、グリーンの所々に水溜りが出来るという悪コンディションの中、コースレコードの69をマークして2打差の首位に立つ。2日目には雨は上がったが今度はコースに接する玄界灘から強い風が吹き付け、75と苦戦したが通算イーブンパー、144でタイながら首位を守った。
1963年にホームコースの三好カントリークラブで行われた中日クラウンズでは初日第1ラウンドを1打差パープレーで単独2位としたが、第2ラウンドでは75と一歩後退し、最終的には松田司郎と並んでの9位タイに終わった。
1963年のホワイトベア杯グランドマンスリーでは中村寅吉・細石憲二を抑えて優勝し、1964年の日本プロでは石井迪夫と並んでの8位タイに入った。
1969年の中日クラウンズでは初日にドライバーショットをラフに入れたのは12番だけ、グリーンを外したのも3ホールのみという正確さでバーディを積み重ね、66ストロークで同年から新設されたベストスコア賞（10万円）を獲得。
1975年の中部オープンでは初日を野口英雄・寺嶋拓夫と共に鈴村照男から2打差2位タイでスタートし、1983年には関西プロシニアで優勝。

## 主な優勝
レギュラー
- 1963年 - ホワイトベア杯グランドマンスリー

シニア
- 1983年 - 関西プロシニア